# Ujian
Ujian (* Juni 1994 in Zürich) ist ein männlicher Sumatra-Orang-Utan, der sich selbst das Pfeifen beigebracht hat.
Ujian wurde im Zürcher Zoo geboren. Da seine Mutter ihn nicht annahm, wurde er zunächst in der Menschenaffenaufzuchtstation in der Stuttgarter Wilhelma untergebracht. Im Alter von vier Jahren übersiedelte er in den Tierpark Hagenbeck in Hamburg, im Jahr 2005 kam er in den Heidelberger Tiergarten. Hier lernte er im Sommer 2008 zu pfeifen. Angeblich versuchte der Affe damit den Gemüselieferanten, der das Futter nicht unverzüglich zum Käfig brachte, auf sich aufmerksam zu machen. Nachdem er mit zunächst einzelnen Pfiffen den gewünschten Erfolg gehabt hatte, baute Ujian seine Kunst weiter aus. Inzwischen ist eine CD, auf der Ujian zu hören ist, aufgenommen worden. Die Tonfolge der Melodie, zu der Tobias Kämmerer singt, wurde von Ujian vorgegeben. Mit dem Auslaufen der Orang-Utan-Haltung im Zoo Heidelberg siedelte Ujian 2017 mit der gesamten Gruppe in den belgischen Zoo Pairi Daiza über.
Ferner wurden Aufnahmen von Ujians Pfiffen zur Auswertung ans Great Ape Center in Iowa geschickt.
Während Ujian seine Pfeiftechnik ohne Vorbild und Anleitung entwickelte, fand er inzwischen in seiner Käfiggenossin Puan eine Nachahmerin. Dass Orang-Utans pfeifen, ist allerdings insgesamt ein seltenes Phänomen. Außer Ujian und Puan sind nur zwei weitere pfeifende Artgenossen bekannt, das Weibchen „Bonnie“ und ihre Tochter „Indah“ im Zoo von Washington.
Da Ujian neben dem Pfeifen auch Interesse am Umgang mit Papier und Farbe hat, bekommen er und seine Artgenossen im Heidelberger Tiergarten regelmäßig Malutensilien in ihre Käfige. Der Zoo versucht, über den Verkauf der Produkte Verbesserungen der Tierunterkünfte zu finanzieren.